# 当帰芍薬散
当帰芍薬散（とうきしゃくやくさん）は、漢方薬の一種である。出典は金匱要略。駆瘀血剤と呼ばれる処方のうちで、もっとも虚証の人に用いられる。主に女性に用いられる漢方薬である。めまい、立ちくらみ等には男女ともに用いられる。病院で処方される医療用医薬品と薬局等で購入できる一般用医薬品がある。

## 組成
当帰、川芎、芍薬、沢瀉、茯苓、朮

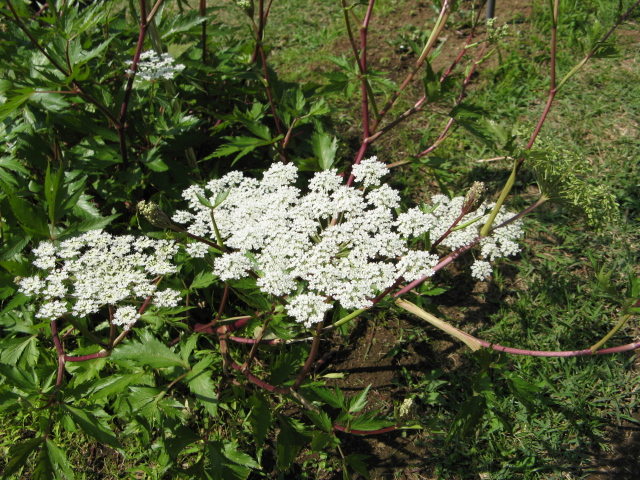
当帰
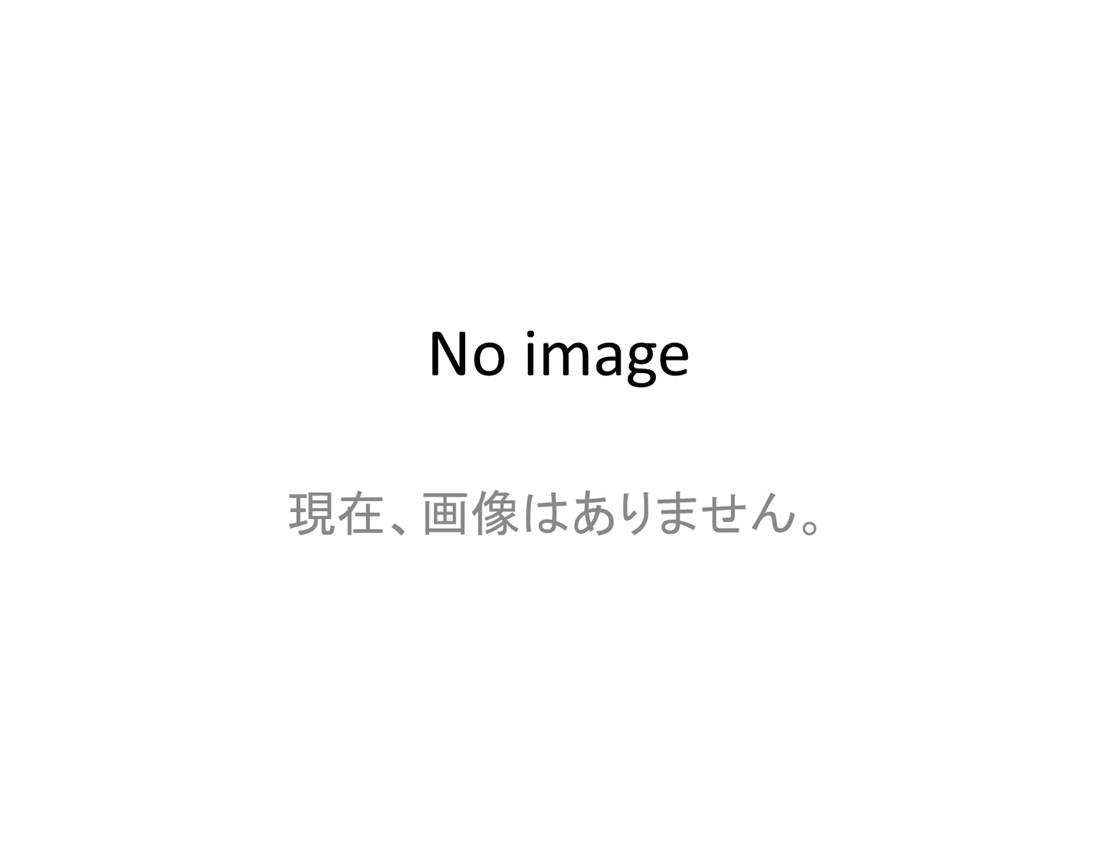
川芎
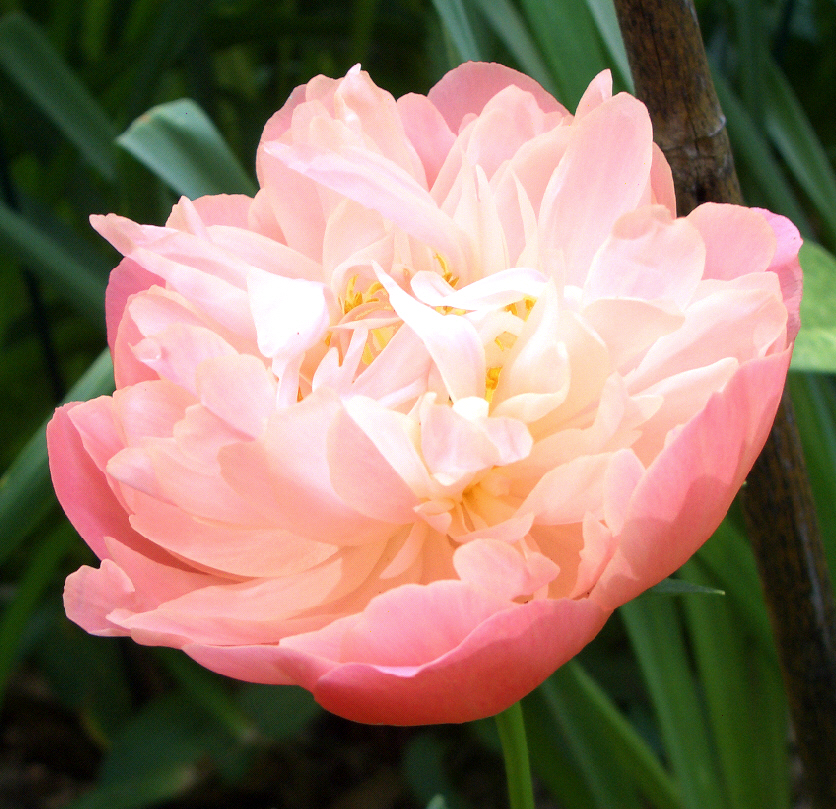
芍薬
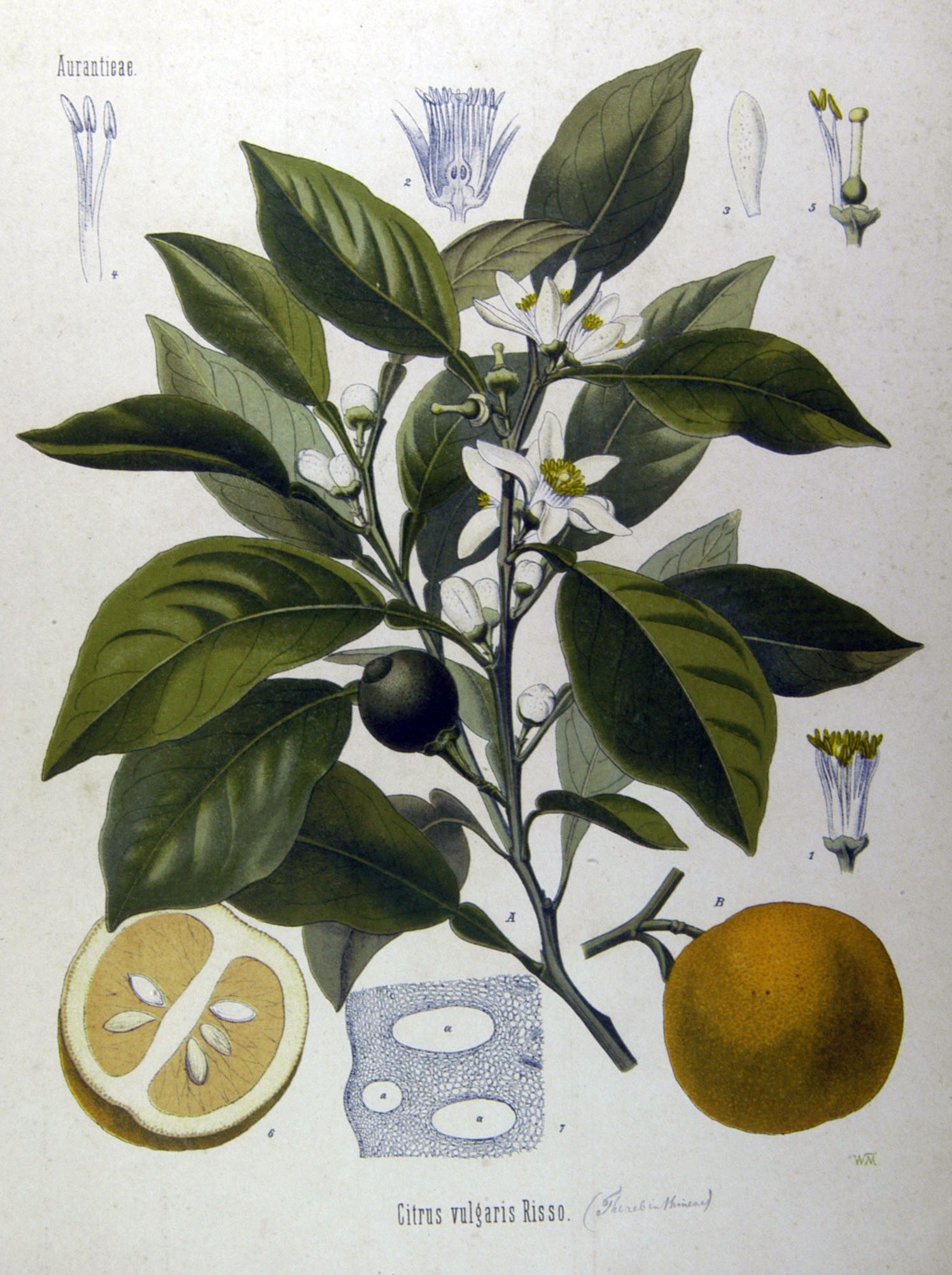
枳実
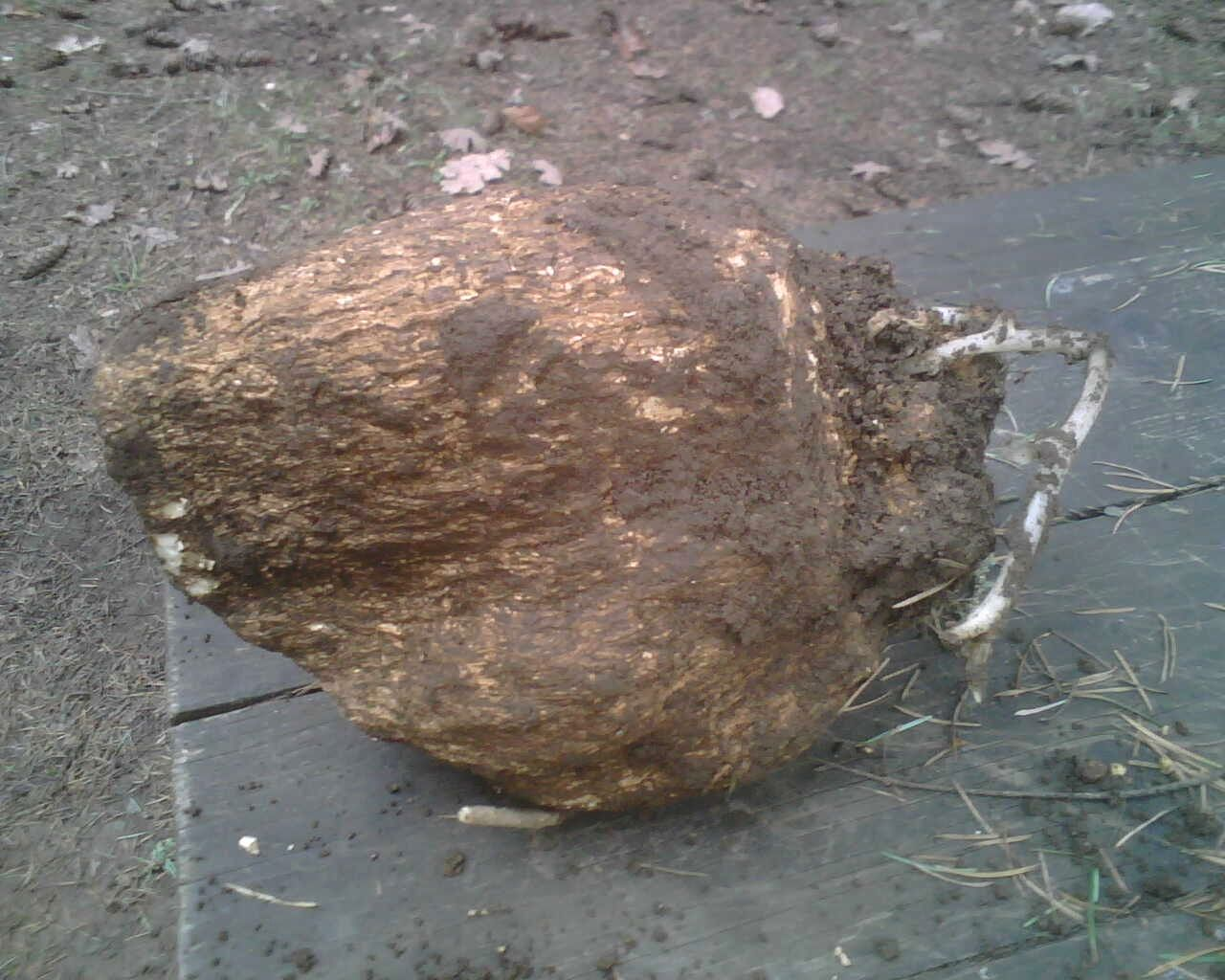
茯苓
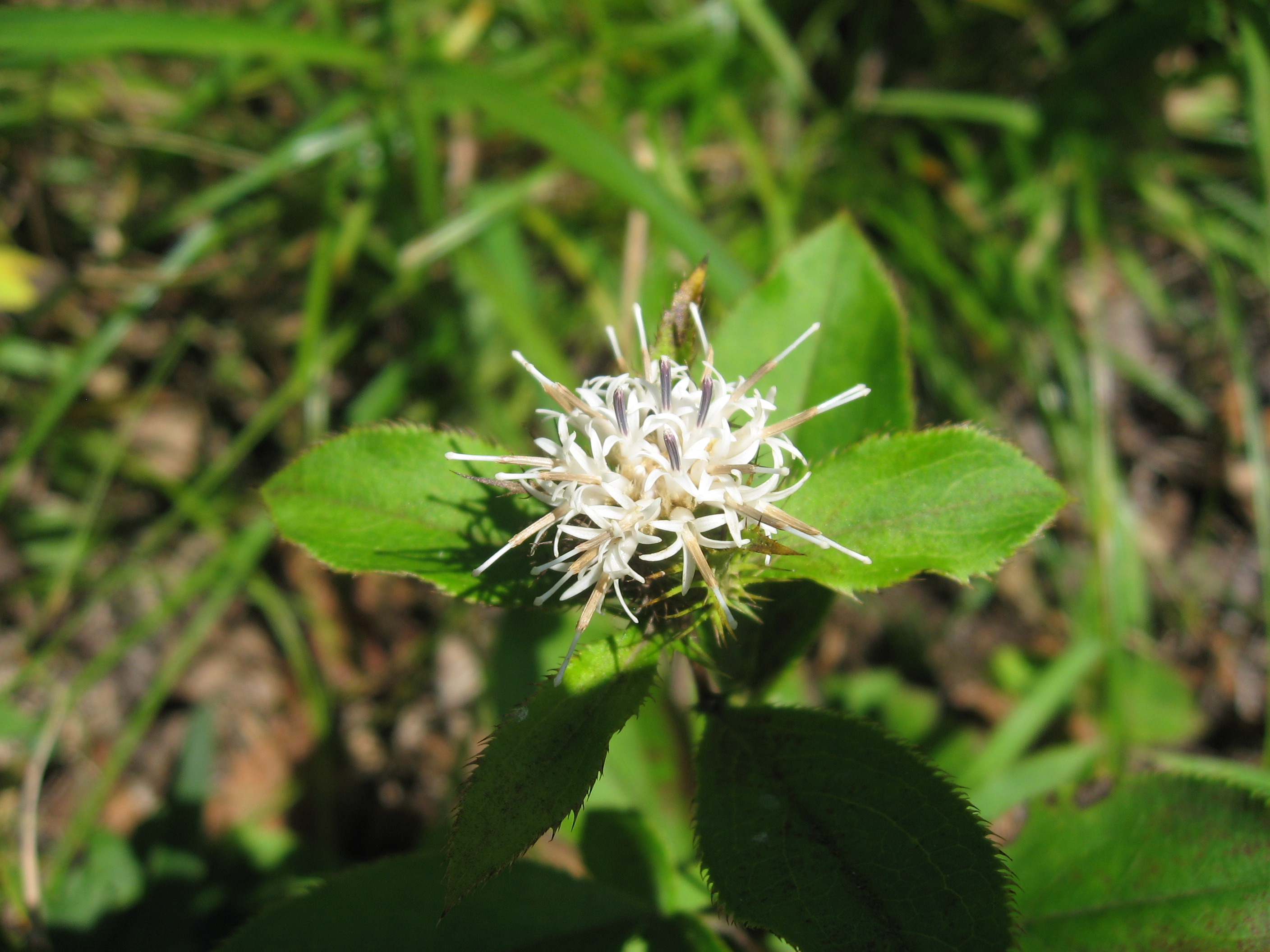
朮

## 効能・効果
比較的体力が乏しく疲労しやすい体質で、足腰の冷えやすいものの次の諸症：更年期障害、月経不順、生理痛、下部腹痛、不妊症、妊娠中の諸症、めまい、耳鳴り、冷え性、むくみ、頭痛、肩こり、動悸、貧血、倦怠感。

## 慎重投与
次の患者には慎重に投与する。
1. 腹部触診上、腹部が充実し、腹壁に力がある患者
2. 胃腸虚弱な患者

## 副作用
過敏症（発疹等）、肝機能異常、食欲不振、胃部不快感、悪心、嘔吐、腹痛、下痢

## 関連する方剤
- 当帰芍薬加附子湯
- 桂枝茯苓丸
- 桃核承気湯

## 当芍美人
当帰芍薬散は婦人病薬として知られており、その中でも特に当帰芍薬散の適応になりやすいタイプが、華奢で色白な虚弱気味の女性であったことに由来する表現である。華岡青州は呉茱萸を当帰芍薬散に加味して処方したとされる。